# 伊迪丝·麦圭尔
伊迪丝·麦圭尔（英語：Edith McGuire，1944年6月3日—），美国女子田径运动员，主攻短跑。她曾代表美国参加1964年夏季奥林匹克运动会田径比赛，获得一枚金牌和二枚银牌。